# Gorzów Jazz Celebrations
Gorzów Jazz Celebrations (do roku 2004 pod nazwą Pomorska Jesień Jazzowa, w 2004 roku Jesień Jazzowa) – konkurs dla młodych muzyków jazzowych, organizowany przez Jazz Club „Pod Filarami” w Gorzowie Wielkopolskim.
Impreza składa się z części konkursowej oraz z koncertu uznanej gwiazdy muzyki jazzowej. Nagrodą główną konkursu jest tzw. „klucz do kariery”. Laureatami tej nagrody byli między innymi: Stanisław Soyka, Janusz Szrom, Walk Away czy Up To Date.